# Catch the Catch
Catch the Catch – debiutancki album niemieckiej piosenkarki C.C. Catch wydany w 1986 roku przez Hansa Records. Płyta zawiera 8 utworów, spośród których siedem to wersje "maxi". W jego skład wchodzą jedne z największych przebojów C.C. Catch - „I Can Lose My Heart Tonight”, „’Cause You Are Young” oraz „Strangers by Night”.

## Lista utworów
- Wszystkie utwory napisał i zaaranżował Dieter Bohlen. Wszystkie nagrania, prócz utworu 4. „One Night’s Not Enough”, to wersje "maxi"[2].

### Wydanie na płycie CD[3]
| Nr | Tytuł utworu                                      | Długość |
| -- | ------------------------------------------------- | ------- |
| 1. | „'Cause You Are Young (Maxi-Version)”             | 4:43    |
| 2. | „I Can Lose My Heart Tonight (Maxi-Version)”      | 5:54    |
| 3. | „You Shot A Hole In My Soul (Maxi-Version)”       | 5:16    |
| 4. | „One Night’s Not Enough”                          | 3:23    |
| 5. | „Strangers By Night (Maxi-Version)”               | 5:43    |
| 6. | „Stay (Maxi-Version)”                             | 5:47    |
| 7. | „Jump In My Car (Maxi-Version)”                   | 4:33    |
| 8. | „You Can Be My Lucky Star Tonight (Maxi-Version)” | 5:17    |
|    |                                                   | 40:36   |

### Wydanie na płycie winylowej[4]
| Strona A | Strona A                                     | Strona A |
| Nr       | Tytuł utworu                                 | Długość  |
| -------- | -------------------------------------------- | -------- |
| 1.       | „'Cause You Are Young (Maxi-Version)”        | 4:43     |
| 2.       | „I Can Lose My Heart Tonight (Maxi-Version)” | 5:54     |
| 3.       | „You Shot A Hole In My Soul (Maxi-Version)”  | 5:16     |
| 4.       | „One Night’s Not Enough”                     | 3:23     |
|          |                                              | 19:16    |

| Strona B | Strona B                                          | Strona B |
| Nr       | Tytuł utworu                                      | Długość  |
| -------- | ------------------------------------------------- | -------- |
| 1.       | „Strangers By Night (Maxi-Version)”               | 5:43     |
| 2.       | „Stay (Maxi-Version)”                             | 5:47     |
| 3.       | „Jump In My Car (Maxi-Version)”                   | 4:33     |
| 4.       | „You Can Be My Lucky Star Tonight (Maxi-Version)” | 5:17     |
|          |                                                   | 21:20    |

## Listy przebojów (1986)
| Państwo                     | Najwyższe miejsce |
| --------------------------- | ----------------- |
| Austria (Ö3 Austria Top 40) | 24                |
| Hiszpania (AFYVE)           | 21                |
| Niemcy (Media Control)      | 6                 |
| Norwegia (VG-lista)         | 6                 |
| Szwajcaria (Alben Top 100)  | 8                 |
| Szwecja (Sverigetopplistan) | 25                |

## Autorzy[2]
- Muzyka: Dieter Bohlen
- Autor tekstów: Dieter Bohlen
- Śpiew: C.C. Catch
- Producent: Dieter Bohlen
- Aranżacja: Dieter Bohlen